# Kwesi Appiah
James Kwesi Appiah (Kumasi, 30 giugno 1960) è un allenatore di calcio ed ex calciatore ghanese, di ruolo difensore, attuale commissario tecnico della nazionale sudanese.

## Palmarès

### Giocatore

#### Club

##### Competizioni nazionali
- Premier League (Ghana): 7

Asante Kotoko: 1983, 1986, 1987, 1988-1989, 1990-1991, 1991-1992, 1992-1993
- Coppa del Ghana: 2

Asante Kotoko: 1984, 1989-1990
- Ghana Swag Cup: 6

Asante Kotoko: 1988, 1989, 1990, 1991, 1992, 1993

##### Competizioni internazionali
- CAF Champions League: 1

Asante Kotoko: 1983